# Ustavni zakon
Ustavni zakon je onaj zakon koji je kao takav definiran ustavom i koji se donosi po postupku predviđenom za donošenje i promjenu odredbi samog ustava.

## Ustavni zakon Republike Hrvatske
Ustavnim zakonom izvršene su izmjene i dopune Ustava Republike Hrvatske 1990., 1997. 2000. i 2001. Ti ustavni zakoni u biti su bili ustavni tekstovi koji su uklopljeni u tekst Ustava objavom pročišćenog teksta u Narodnim novinama br. 41 iz 2001.
U Hrvatskoj postoje dva ustavna zakona:
- Ustavni zakon o Ustavnom sudu Republike Hrvatske,
- Ustavni zakon za provedbu Ustava Republike Hrvatske.[1]

### Pridjev "ustavni" u zakonodavstvu RH
Međutim, cijeli niz hrvatskih ustavnih zakona, iako bi se iz njihovog naziva "ustavni zakon" moglo zaključiti drukčije, ipak su u suštini organski zakoni kojima je zbog političkih razloga i zbog važnosti sadržaja koju uređuju dan naziv "ustavni zakon". Primjer takvog ustavnog zakona je i Ustavni zakon o pravima nacionalnih manjina iz 2002., odnosno raniji ustavni zakon kojima su se uređivala ustavna jamstva posebnih prava i posebne zaštite etničkih i nacionalnih manjina u Republici Hrvatskoj (1991., 1995. i 2000.). U njemu se uređuju nacionalna prava i Ustavom utvrđena prava čovjeka i temeljne slobode, što je nedvojbeno prema jasnoj odredbi članka 82. Ustava sadržaj organskog zakona. Pored ovoga, u kategoriju zakona s pridjevom "ustavni", a u stvari organskih zakona spadaju i: Ustavni zakon o suradnji Republike Hrvatske s Međunarodnim kaznenim sudom iz 1996. te Ustavni zakon o privremenoj spriječenosti Predsjednika Republike Hrvatske za obavljanje svojih dužnosti iz 1999. O tome je Ustavni sud donio ovaj zaključak: "Dosljedno iznijetom stajalištu pogrešno su i neodgovarajuće Ustavu - kako je on tada glasio - nazvani, pored osporenog Ustavnog zakona i Ustavni zakon o suradnji Republike Hrvatske s Međunarodnim kaznenim sudom te Ustavni zakon o privremenom neprimjenjivanju pojedinih odredbi Ustavnog zakona o ljudskim pravima i slobodama. [...] No ovakva falsa nominatio ne mijenja pravnu prirodu zakona, ne čini ih pravno drukčijim od onog što oni po Ustavu i po svom sadržaju jesu, a Ustavni sud ih ne ocjenjuje po njihovu imenu nego po njihovoj pravnoj prirodi."